# Diplazium caudatum
Diplazium caudatum är en majbräkenväxtart som först beskrevs av Antonio José Cavanilles och som fick sitt nu gällande namn av Anthony Clive Jermy.
Diplazium caudatum ingår i släktet Diplazium och familjen Athyriaceae. Inga underarter finns listade i Catalogue of Life.

## Bildgalleri

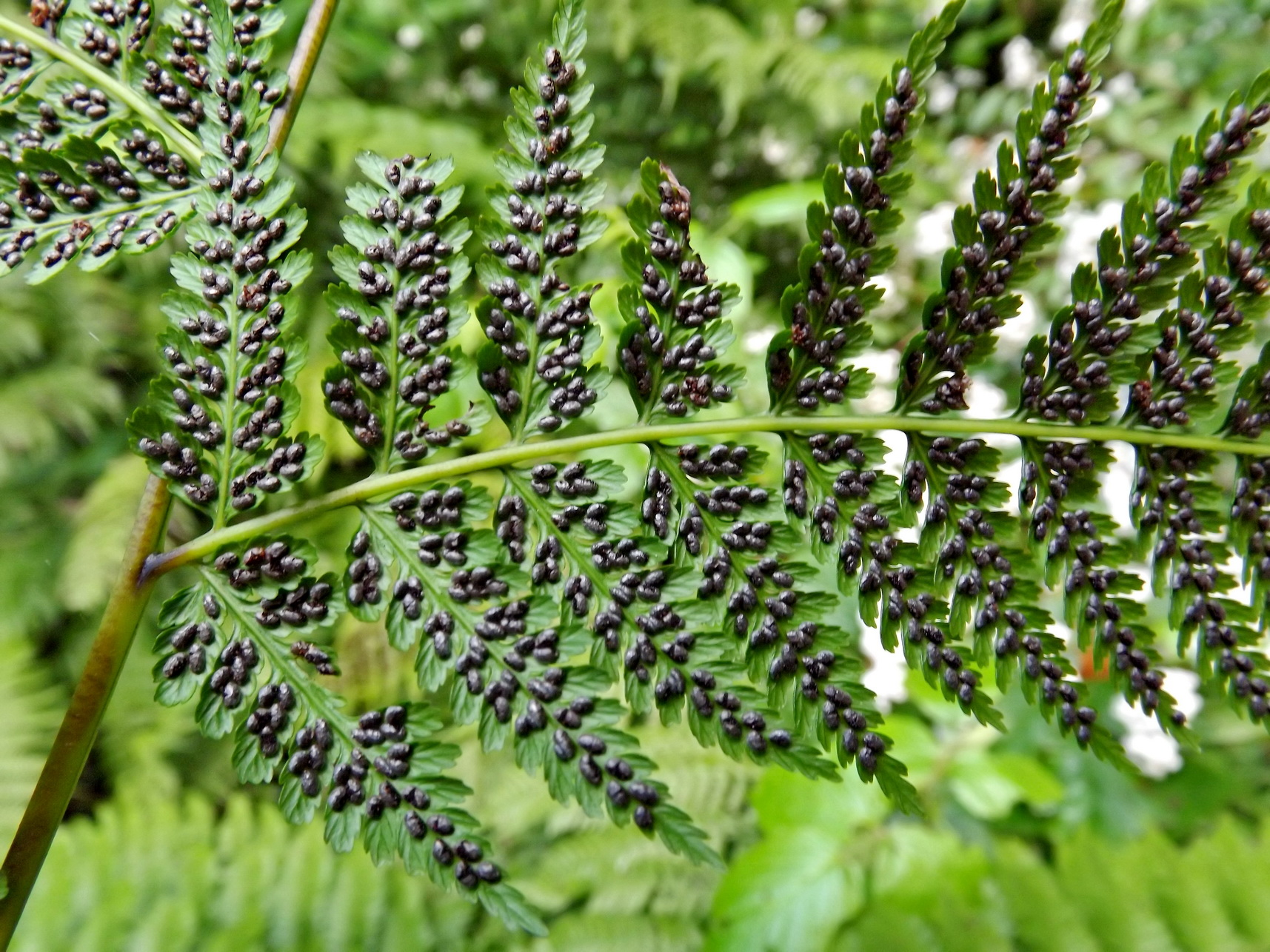